# 女性主義歷史
女性主義歷史是对旨在争取女性权利的社会运动与意识形态所进行的叙事记录（编年体或主题式）。尽管全球各地女权主义者因时代、文化和国别差异在诉求主张、目标方向和行动纲领上存在分歧，但多数西方女权主义历史学者主张，所有为争取女性权利而开展的运动都应被视为女权主义运动，即使这些运动在当时（或现在）并未采用"女权主义"这一术语进行自我标榜。另一些历史学者则将"女权主义"一词限定于现代女权主义运动及其后续发展，而用"前女权主义"来指称更早期的相关运动。可以遠遠追溯到很久以前，但是真正引發女性主義運動的論述則大約在18世紀的後期才出現。最早期的女性主義者致力於所謂的「男人問題」，他們批判女人受到限制的角色，但他們不一定認為女人是弱勢的，或者男人該因此受到譴責。
现代西方女权主义发展史通常被划分为若干历史阶段或"浪潮"，每个阶段基于前期成果设定略有差异的核心目标：
- 第一波女权主义（19世纪至20世纪初）：聚焦于消除法律层面的性别不平等，核心诉求是争取女性选举权
- 第二波女权主义（1960年代-1980年代）：将讨论范畴扩展至文化层面的性别不平等、社会性别规范以及女性社会角色定位
- 第三波女权主义（1990年代-2000年代）：呈现多元化的实践路径，第三代女权主义者既视其为第二波运动的延续，也认为是对前代运动不足之处的修正[3]
- 第四波女权主义（2010年代初期至今）：在第三波强调交叉性的基础上，进一步关注身体自爱、跨性别包容，并通过社交媒体平台推动关于强奸文化的开放性讨论

尽管"浪潮"框架被广泛用于描述女权主义发展历程，但这一概念也遭到非白人女权主义者的批判。批评者指出该框架存在三大缺陷：刻意忽视"浪潮"之间的历史连续性；过度聚焦于少数白人资产阶级女性代表人物和大众化事件；本质上带有种族主义与殖民主义色彩，导致非主流群体女权运动的历史贡献遭到系统性抹除。

## 早期女权主义
在被正式称为女权主义运动的历史时期之前，那些探讨或推动女性平等的先驱人物与活动家，常被冠以前女权主义者（protofeminist）的标签。不过，有学者批评这一概念，认为其弱化了早期贡献的重要性，且女权主义并非如"前女权主义"或"后女权主义"这类术语所暗示的——具有单一线性发展脉络。

### 古代思想萌芽
约2400年前，柏拉图（据伊莱恩·霍夫曼·巴鲁克研究）主张"女性应享有完全的政治与性平等权"，认为女性可成为其理想国中最高阶层成员——即统治者与战士。公元7至8世纪 ，南印度泰米尔女圣人安妲尔（Andal）以创作《提鲁帕瓦伊》诗歌闻名。她创立的"戈达曼达利"（Goda Mandali）女性团体影响深远，其与毗湿奴 Andal has inspired women's groups such as Goda Mandali. 的神圣婚姻被后世视为女权主义行为，因其借此摆脱传统妻子义务并获得自主权。12世纪，基督教瓦勒度派亦提出若干具有女权色彩的教义。

### 文艺复兴时期的女性觉醒
法意双语作家克里斯蒂娜·德·皮桑（Christine de Pizan，1364–约1430）被西蒙娜·德·波伏娃誉为"首位公开谴责女性贬抑并系统探讨两性关系的女性"。她创作的《淑女之城》与《致爱神书》成为早期女性文学经典。在《命运之变》中，克里斯蒂娜·德·皮桑甚至书写了性别过渡的前卫虚构叙事。
其他早期女权作家还包括：
- 16世纪：阿格里帕·冯·内特斯海姆、威尼斯作家莫德拉塔·丰特、英国作家简·安杰
- 17世纪：英格兰汉娜·伍利(Hannah Woolley)、墨西哥修女胡安娜·伊内斯·德·拉·克鲁兹、法国玛丽·勒雅尔·德·古尔奈、北美安妮·布拉德斯特里特、荷兰安娜·玛丽亚·范·舒尔曼与弗朗索瓦·普兰·德·拉巴尔

### 意大利文艺复兴人文主义的突破
随着女性真正进入知识领域，意大利文艺复兴人文主义发生深刻变革。卡桑德拉·费代莱成为首位加入人文主义团体的女性，在严苛的社会限制下取得卓越成就。文艺复兴时期欧洲涌现大量为女性辩护的文学作品，其核心主张是两性平等。女权主义者通过经济财产权不公等议题的讨论，逐步构建起系统化的批判话语。构建女性化社会成为当时女性通过文学创作建立非等级化互依体系的重要尝试，为两性开辟新的发展空间。
- 男性同盟者的角色

安东尼奥·科尔纳扎诺、维斯帕夏诺·德·比斯蒂奇、乔瓦尼·萨巴迪诺·德利·阿里恩蒂等男性学者积极为女性辩护，强调其能力不逊于男性。巴尔达萨雷·卡斯蒂廖内在其著作中持续为女性道德品格正名，指出传统观念才是造成女性弱势表象的根源。不过这些辩护多未触及社会变革诉求，仍将女性局限在传统家庭角色中。值得注意的是，部分男性学者指出：正是由于历史记录对知识女性的系统性忽略，才导致其成就鲜为人知。

### 17世纪重要人物
英语世界最重要的女权作家当属纽卡斯尔公爵夫人玛格丽特·卡文迪什。其学识受到前女权主义者巴苏阿·马金的高度评价："纽卡斯尔女公爵凭借天赋而非系统教育，已超越众多博学男性"，并将其视为女性教育成果的典范。

### 宗教领域的突破
玛格丽特·费尔于17世纪发表重要文献《为妇女发声辩护》，以《圣经》为依据论证女性参与宗教事务的正当性。 这本宣传册基于贵格会"灵魂平等"的核心教义，提出：既然上帝创造人类，男女皆可拥有"内在之光"并成为先知。 该著作被誉为17世纪女性宗教领导权的重要文献，费尔因此被称为"女权主义先驱"。1622年，玛丽·德·古尔奈发表《论男女平等》，系统论证两性平等理念。

## 18世纪：启蒙时代
启蒙时代以世俗理性思维勃兴与哲学著作涌现为特征。诸多启蒙思想家为女性权利发声，代表人物包括杰里米·边沁（1781）、尼古拉·德·孔多塞（1790）与玛丽·沃斯通克拉夫特（1792）。同时期重要女权思想传播者还有阿比盖尔·亚当斯、凯瑟琳·麦考利与海德维格·夏洛塔·诺登弗吕克特。
- 杰里米·边沁的平等主张

英国功利主义哲学家、古典自由主义者杰里米·边沁自述因目睹女性法律地位低下，在11岁便立志投身社会改革。据美国评论家约翰·尼尔称，1825至1827年间与边沁的交往中，他成功说服后者关注女权议题。边沁主张两性完全平等，包括选举权与参政权的全面开放，并强烈反对男女道德标准的双重体系。
在《道德与立法原理导论》（1781）中，边沁痛斥当时多国以"女性心智低劣"为由剥夺其权利的社会常态。他列举历史上多位杰出女性摄政案例，力证女性治国才能。
- 孔多塞侯爵的政治实践

数学家、自由派政治家尼古拉·德·孔多塞侯爵作为法国大革命领袖，以共和主义立场与伏尔泰式反教权主义闻名。他在1780年代即提出激进的人权主张，包括女性参政与废奴主义。1790年，他先后通过《女性公民权论》与《1789年社会杂志》文章，呼吁新政府赋予女性参政权。
- 奥兰普·德古热与《女权宣言》

面对孔多塞1789至1790年间多次向国民议会请愿未果，剧作家奥兰普·德古热联合真理之友社，于1791年起草并发表《妇女和女性公民权利宣言》。这份仿照《人权和公民权宣言》结构的檄文，以反讽笔触揭露革命政府"平等"口号对半数法国人口的排斥。 尽管宣言未获即时响应，却开创了以戏仿政府文书揭露性别不公的先河，为沃斯通克拉夫特的《为女权辩护》及后世《情感宣言》提供范本。
- 沃斯通克拉夫特与《为女权辩护》

玛丽·沃斯通克拉夫特被公认为该时期最具影响力的女权理论奠基人。 其1792年出版的《为女权辩护》系统批判卢梭等启蒙思想家的性别偏见，指出社会通过教育建构的女性自我认知局限。书中尖锐剖析婚姻制度将女性"合法卖淫化"的本质，并揭示贵族阶级女性因经济依附形成的"永久童年"状态。
沃斯通克拉夫特创造性地提出：两性共同构成不平等的结构性基础。她既承认女性对男性的隐性支配力，也强调唯有通过教育改革实现社会认知转型，才能打破这种病态依存关系。尽管后世对其思想矛盾性有所争议（如米里亚姆·布罗迪提出的"双重沃斯通克拉夫特"现象），这部出自寒门自学女性之手的著作，仍被视作平等女性主义理论体系的基石，标志着对传统女性气质角色的首次系统性拒绝。

## 19 世纪

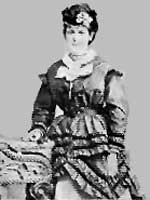
作家兼学者海伦·肯德里克·约翰逊反对妇女参政。

### 女性理想
19 世纪的女权主义者对文化不平等做出了回应，包括对维多利亚时代女性“正当”角色和“领域”形象的有害且广泛的接受。 维多利亚时代的理想创造了一种“独立”的二分法理论上，男女有“性别领域”的定义非常明确，但实际上并非总是如此。在这种意识形态下，男性应该占据公共领域（雇佣劳动和政治领域），女性应该占据私人领域（家庭和孩子领域）。这种“理想女性气质(Ideal womanhood)”，也称为“家庭崇拜(Culture of Domesticity)”，在维多利亚时代的行为准则中有所体现，例如《比顿夫人的家政书》和莎拉·斯蒂克尼·埃利斯（Sarah Stickney Ellis）的书籍。《屋中的天使》（The Angel in the House）（1854 年）和《El ángel del hogar（天使之家） (1857) 是 Coventry Patmore和 María del Pilar Sinués de Marco创作的畅销书，象征着维多利亚时代的女性理想。 维多利亚女王 本人贬低女权主义的概念，她在私人信件中将其描述为“疯狂、邪恶的‘妇女权利’愚蠢行为”。 

### 小说中的女性主义
正如简·奥斯汀 (Jane Austen) 在本世纪初探讨女性受限的生活一样，夏洛特·勃朗特 (Charlotte Brontë)、安妮·勃朗特(Anne Brontë)、伊丽莎白·盖斯凯尔 (Elizabeth Gaskell) 和乔治·艾略特 (George Eliot) 也描绘了女性的痛苦和沮丧。在她的自传体小说《露丝·霍尔：当代家庭故事》（1854 年）中， 美国记者范妮·弗恩描述了她在丈夫英年早逝后，作为报纸专栏作家如何努力养活孩子。 路易莎·梅·奥尔科特 写了一部强烈的女权主义小说，, 《A Long Fatal Love Chase》 (1866)，讲述了年轻女子试图逃离她的重婚者丈夫并变得独立。
男性作家也认识到女性所遭受的不公正对待。乔治·梅瑞狄斯、乔治·吉辛的小说，和 托马斯·哈代，以及 亨利克·易卜生 的戏剧概述了当代女性的困境。乔治·梅瑞狄斯的《十字路口的黛安娜》（1885 年）记述了卡罗琳·诺顿的一生。一位评论家后来称易卜生的戏剧是“女权主义宣传”。

### 约翰·尼尔

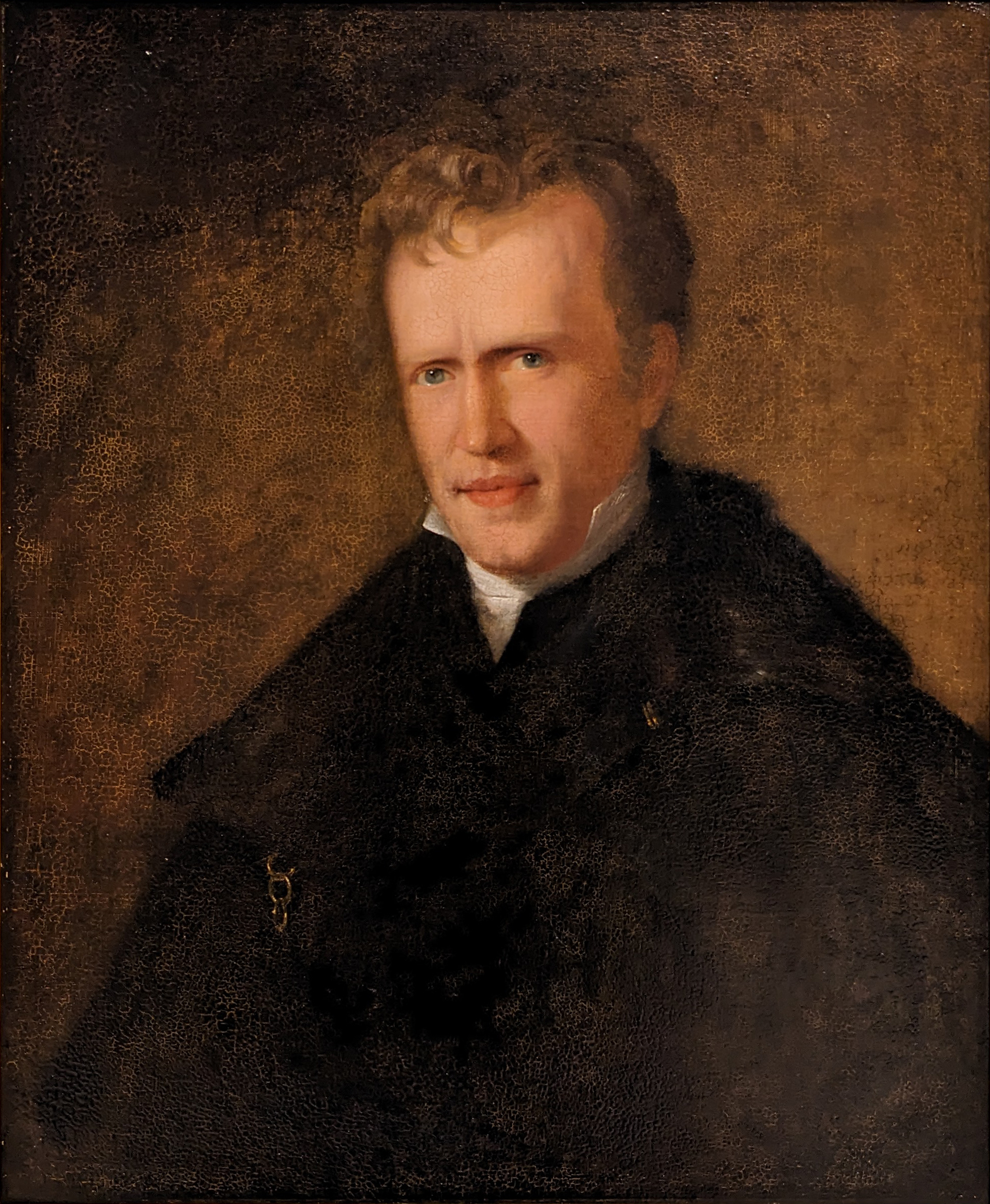
约翰·尼尔

约翰·尼尔 被人们铭记为美国第一位妇女权利讲师。始于 1823 年 至少持续到1869年，他利用杂志文章、短篇故事、小说、公开演讲、政治组织和个人关系来推动美国和英国的女权主义问题，并在 1843 年左右达到他在该领域的影响力的顶峰。他主张男女在思想上平等，为婚姻覆盖（Coverture）而战，并要求给予女性选举权、同工同酬以及更好的教育和工作条件。尼尔在 19 世纪 20 年代发表的早期女权主义散文填补了玛丽·沃斯通克拉夫特、凯瑟琳·麦考利（Catharine Macaulay）和朱迪思·萨金特·默里（Judith Sargent Murray）与塞内卡福尔斯会议时代的后继者如萨拉·摩尔·格里姆克（Sarah Moore Grimké）、伊丽莎白·卡迪·斯坦顿和玛格丽特·富勒（Margaret Fuller）之间的思想空白。尼尔是一位男性作家，没有受到许多针对女性女权主义思想家的常见攻击，因此他的倡导对于将该领域重新带回英国和美国的主流起到了至关重要的作用。
在《布莱克伍德杂志（Blackwood's Magazine）》（1824年至1825年）的多篇文章中，尼尔呼吁给予女性选举权，并“主张女性在智力属性上并不‘劣于’男性，只是与男性‘不同’”，他“希望女性被视为拥有常识的男性一样对待”。 在《洋基人杂志（The Yankee）》（1828–1829年）中，他要求为女性提供经济机会， 表示“我们希望看到这样一天 ……我们的所有年龄段的女性 ……能够自食其力，而不必为了生计而被迫结婚”。 在他最受欢迎的一场名为“女性的权利”的演讲中，尼尔于1843年在纽约市当时最大的礼堂百老汇会堂前对大约3,000人发表演说。 南北战争后，尼尔在年老时更加积极参与女性参政权运动，无论在缅因州还是全美范围内，他都支持伊丽莎白·凯迪·斯坦顿和苏珊·安东尼的国家女性参政协会（National Woman Suffrage Association），并为其刊物《革命报（The Revolution (newspaper)）》撰稿。 在尼尔去世后，斯坦顿和安东尼在其《女性参政权史（History of Woman Suffrage）》中承认了他的贡献。

### 玛丽安·里德与卡罗琳·诺顿
在19世纪初期，持异议的女性主义声音几乎没有社会影响力。在政治或社会秩序上几乎看不到变化的迹象，也没有任何可识别的女性运动的证据。随着世纪末的临近，集体性的关切开始凝聚，与一种更加严格的社会模式和行为规范的出现相伴而生，玛丽安·柯克兰·里德（Marion Kirkland Reid）将其描述为对女性的压抑与束缚。 虽然对女性美德的强调在一定程度上激起了呼吁女性运动的诉求，但这种角色所带来的紧张感让许多19世纪初的女性主义者感到怀疑和焦虑，也助长了反对声音。
在苏格兰，里德于1843年出版了其有影响力的著作《为女性请命》， 该书提出了一个跨大西洋的西方女性权利议程，包括女性的投票权。
卡罗琳·诺顿（Caroline Norton）则倡导英国法律的改革。在进入一段充满虐待的婚姻后，她发现女性在法律上缺乏权利。 她向维多利亚女王上书 以及相关的社会活动所引发的关注，有助于促成英国法律的改变，使已婚女性和儿童监护权问题得到认可和改善。

### 弗洛伦斯·南丁格尔与弗朗西丝·鲍尔·科布

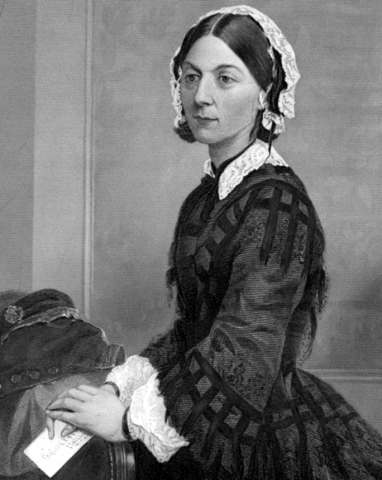
弗洛伦斯·南丁格尔

尽管包括诺顿在内的许多女性对有组织的运动持谨慎态度， 她们的言行常常激励并推动了此类运动。其中一位是弗洛伦斯·南丁格尔，她坚信女性与男性一样拥有潜力，却没有相应的机会。 这种信念促使她投身护理事业。 当时，社会更强调她的女性美德，而非其才智，这反映了19世纪中期社会对女性成就承认的系统性偏差。
由于思想意识的差异，女权主义者并不总是相互支持。哈丽雅特·马蒂诺（Harriet Martineau）等人贬低玛丽·沃斯通克拉夫特的贡献，认为其危险；同时也对诺顿的直率表示遗憾，但她们却将马蒂诺在美国见证的废奴主义运动视为应当逻辑上延伸至女性的斗争。她的《美国社会》起到了关键作用，激发了女性们敦促她投身女权主义事业。

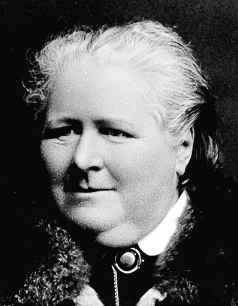
弗朗西丝·鲍尔·科布

安娜·惠勒（Anna Wheeler）在法国工作期间受到圣西门主义社会主义者的影响。她主张女性投票权，引起了保守党领袖本杰明·迪斯雷利的注意，并被视为与杰里米·边沁一样危险的激进分子。她后来影响了早期社会主义者及女权主义倡导者威廉·汤普逊 (哲学家)， 后者在1825年出版了第一本以英文撰写、主张女性权利完全平等的著作《人类一半的呼吁》。
前几个世纪的女权主义者曾指出女性在教育上的被排除是其被限于家庭、无法获得社会发展的根本原因，而19世纪的女性教育状况并未改善。弗朗西丝·鲍尔·科布（Frances Power Cobbe）等人呼吁教育改革，这一议题与婚姻财产权及家庭暴力问题一起，引发了关注。
像马蒂诺和科布这样的女性记者在英国（以及美国的玛格丽特·富勒）开始进入新闻业，这使她们有机会影响其他女性。科布开始不再抽象地谈论“女性权利”，而是将其当作一个明确的事业来称呼。

### 朗豪坊的女士们
朗姆广场集团（Barbara Bodichon）由芭芭拉·博丁顿（Bessie Rayner Parkes）、杰西·鲍森 (女权主义者)（Anna Brownell Jameson）等女性组成，代表了首批尝试有组织推动女性社会地位提升的团体之一。该组织成立于1858年，总部位于伦敦朗姆广场。这一位置不仅是象征，也是她们举办聚会、演讲和出版活动的中心。
这个团体致力于诸如妇女教育改革、职业机会扩展及法律权利争取等议题。她们出版了《英国妇女杂志》（The English Woman's Journal），并积极倡导女性进入电报局、邮政系统等职业领域。在这些努力下，朗姆广场集团为后来的女性参政权运动奠定了基础。

### 教育改革
教育与就业之间相互关联的障碍，构成了19世纪女性主义改革努力的核心。例如，哈丽雅特·马蒂诺在她1859年发表于《爱丁堡杂志（Chambers's Edinburgh Journal）》的文章《女性产业》（Female Industry）中即有论述。这些障碍并未随着经济发展而同步改变。尽管如此，马蒂诺出于现实考虑始终立场温和，与弗朗西丝·科布不同，她并不支持新兴的女性选举权呼声。
像艾米莉和戴维斯及朗姆广场小组等女性的教育改革努力逐步取得进展。伦敦皇后学院（Queen's College, London）（1848年）与贝德福德学院 (伦敦)（Bedford College, London）（1849年）自1848年起开始为女性提供教育。1862年，戴维斯成立委员会，游说大学允许女性参加新设立的地方考试（Local Examinations），并于1865年取得部分成功。次年她出版了《女性高等教育》（The Higher Education of Women）。戴维斯与芭芭拉·博丁顿共同创建了首家女子高等教育机构，并招收了五名学生。这所学校后来发展为1869年的剑桥大学格顿学院、1871年的剑桥大学纽纳姆学院以及1879年的牛津大学玛格丽特夫人学堂。贝德福德学院在前一年即开始颁发学位。尽管取得了可量化的进步，但仍然只有极少数女性能受益，女学生的生活依旧艰难。
在1883年伊尔伯特法案（Ilbert Bill）的争议中，这项提案旨在允许英属印度的印度法官审判英国被告，引发英国定居者强烈反对。而支持该法案的孟加拉女性回应称，她们的教育水平高于反对法案的英国女性，并指出当时拥有学位的印度次大陆女性人数超过英国女性。
作为英美女性主义者持续对话的一部分，伊丽莎白·布莱克威尔，美国最早获得医学学位的女性之一（1849年），在朗姆广场小组的支持下于英国发表讲座。她最终在法国取得了学位。加勒特成功参与了1870年伦敦学务委员会（London School Board）选举竞选，是另一例说明一小群坚定女性开始在地方政府层级取得影响力的案例。

### 女性的运动
女性的运动为女性提供了检验其新政治技巧的机会，也促成了不同社会改革团体的联合。她们的胜利包括推动通过《1882年已婚妇女财产权法案》（Married Women's Property Act 1882），以及废除性病防治法案（Contagious Diseases Acts）（1864年、1866年和1869年）的一系列运动，这些运动联合了女性团体与功利主义自由派，例如约翰·斯图尔特·密尔。
约瑟芬·巴特勒，她在妓女议题上已有丰富经验，是一位富有魅力的领袖与资深活动家，最终成为废除性病法案全国妇女协会（Ladies National Association for the Repeal of the Contagious Diseases Acts）的天然领袖，该协会成立于1869年。
她的工作展示了有组织的游说团体的潜在力量。该协会成功地提出：性病法案不仅羞辱了妓女，也通过强化明显的性别双重标准而贬损了所有女性与男性。巴特勒的行动激进化了许多原本温和的女性。该法案最终于1886年被废除。
在较小的范围内，安妮·贝赞特为1888年伦敦火柴女工罢工（Matchgirls' strike）中的女工（火柴厂女工）争取权益，并对她们在伦敦恶劣的劳动条件进行抗议。她通过在《The Link》等双周刊中刊登访谈，揭示工人艰苦的生活状况，这成为唤起公众对社会问题关注的一种方式。

## 19世紀晚期
一般認為女性主義運動從18世紀開始，因為當時有越來越多的人相信，女人在法律上受到不平等的待遇。女性主義運動根植於西方，特別是19世紀的改革運動中。組織性的運動則起源於1848年，美國紐約州塞內卡瀑布市（Seneca Falls, New York）召開的第一次女權大會（塞內卡瀑布會議）。
艾米琳·潘克斯特（Emmeline Pankhurst）是英國婦女參政權運動重要領導人之一。她在1903年成立婦女社會政治聯盟（The Women's Social and Political Union, WSPU） （页面存档备份，存于），目標為揭露英國社會裡制度化的性別歧視。她們的某些抗議方式，特別是在財物損壞上，違反當時法規，導致成員們重複進出牢獄，這因此引發成員們進行絕食抗議。當時對絕食者的強制餵食方法反而讓這些成員病得很嚴重，使得當時法律體制的殘暴受到社會關注，也因此讓她們的訴求受到更多重視。為了解決這個問題，當時的政府推出了俗稱的《貓捉老鼠法案》（The Cat and Mouse Act），允許絕食到有生命危險程度的婦女暫時出獄，以後再把她們逮捕回去。
其他值得注意的19世紀女性主義者包括艾瑪·高德曼 , 伊麗莎白·凱迪·斯坦頓和瑪格麗特·山額。
阿拉伯世界的女性主義運動則有埃及法學家卡西姆·阿敏(Qasim Amin) （页面存档备份，存于）。阿敏是阿拉伯女性主義運動之父，他在1899年寫了開拓性的書，《女性解放》(Tahrir al-Mar'a) 。阿敏批判當時的社會習俗，例如多妻制，面紗、或隔離女性制度，譴責這些習俗不符合伊斯蘭教的真正精神。他的作品對伊斯蘭與回教世界的婦女政治運動有巨大的影響，直到今日還被引用。不過，比較不為人知的是那些在阿敏之前，就已經從女性主義角度出發，對他們的社會提出批判的女性。埃及的女性出版打從1892年第一期出刊，就開始提倡類似的主張。而且，比這更早上十多年，埃及、敘利亞、黎巴嫩的男男女女就已經在閱讀歐洲的女性主義雜誌，甚至在一般的出版媒體上討論這些議題與中東世界的相關性。

## 20世紀
許多國家在20世紀早期開始給予婦女投票權，特別是在第一次世界大戰結束前後。造成這改變的原因說法不一，其中一種說法是戰後由女性自身發起的和平女性運動最終受到政府重視，為自己贏得尊重與合理權益，但也存在企圖對女人在戰爭期間的貢獻表示認可的說法。參戰雙方對戰爭正當性的自我宣傳所造成的影響，也包括在內。例如，威爾遜提出的十四點協議中，自決是構成社會的要素之一，所以對於在現代國家中佔半數人口的女人，男人再也難以忽略女性的投票權。 (參見：婦女投票權)
1920年代對女人來說是個重要的時期，因為他們不只獲得了投票權，也在許多國家得到法律上的認可。不過，在許多國家，女人失去了他們在戰爭時期的工作。事實上，因為保守勢力的反撲，特別是回報戰士的社會壓力，造成女人有些時候得放棄連戰前就已經有的工作，他們被迫讓位給退伍還鄉的士兵。許多女人繼續在藍領階級、在農場上、在傳統女性職業裏工作。女人在某些領域則有大的進展，如護理。
在兩次世界大戰，男性勞動力的缺乏讓女人有機會進入傳統被男性掌握的職業，如軍火、機械工業。女人甚至有了自己的職業女籃聯盟（WNBA）。這展現了女人也能夠作「男人的工作」，而且高度顯示社會依賴她們的貢獻，這個轉變鼓舞女人爭取平等的地位。在第二次世界大戰期間，美國的鉚釘工蘿西的形象廣受歡迎，並且成為新一代職業婦女的象徵。
在一些國家，社會主義與共產主義的興起，把女權議題推進到追求與男人在經濟上的平等。在這些社會裡面，女人常被鼓勵跟男人一樣平等的參與勞動，雖然她們很少在政治上享受平等的權力，而且常常得面對非常不一樣的社會期待。
某些地區的政權則是積極打壓女性主義和女性解放運動。例如，納粹德國認為理想化的社會該是高度層級化，而且女人該處于從屬男人的地位。在那裡，非常難以進行女權運動。而在其他一些社會則是刻意地限制女人與男人的性別角色，如意大利，和後來的阿富汗。
十九世紀中葉展開的婦女運動通常被稱為第一波，二十世紀西方各國婦女陸續獲得參政權為其主要成就。1960年代晚期以後以批判父權體制，爭取女性身體自主權的行動與論述被歸為第二波。在一些西方國家，女人已經獲得法律上幾乎是平等的地位，第二波女性主義專注於在社會和經濟上獲得全面性的平等。一直到1960年代之前，避孕跟節育幾乎全面受到限制，而這是他們努力的主要方向之一。女性主義希望避孕藥的開發能夠讓它容易越來越普及化。許多人希望這能夠免除女人生育不想要的小孩的負擔：因為他們覺得要達到經濟上完全獨立於男人，就必須能掌控生殖功能。墮胎權（參見：墮胎爭議）也是個主要訴求，但因為對這議題的嚴重社會分歧，這部分比較難達成。一直到今日，墮胎在世界上的許多地區依舊是個爭論中的議題。
許多女性主義者也為改變大眾預想中的女性性行為而奮鬥。因為一般人傾向比較可以接受男人有多數個性伴侶，許多女性主義者鼓勵女人「性解放」，與不只一位性伴侶以歡娛為目的而做愛。到底有多少女人因此改變他們的行為是可爭辯的，因為，第一、許多女人本來就與多數伴侶上床，第二、大多數女人依舊留在以一對一為主的關係裡。不過，似乎很明顯，從1980年代起，女人在性行為上比以前的世代更加活躍。 (參見：性解放運動)
這些在性行為上的發展也引起一些女性主義者的批評。他們認為性解放依舊是以男性宰制，像是男人支持墮胎權並非基於女性權利，而是為了男人方便取得性的利益，且60年代的性解放浪潮中具有認為「女人拒絕性就是性保守（參見：性革命）」的強暴迷思（參見：指責受害人）。他們認為社會上對於色情刊物的正當化，並不是基於女性或同性戀群體的性權利，而是加深男人對女人的性剝削。在1980年代，凱瑟琳·麥金儂和 安德里亞·德沃金因為主張色情刊物侵犯了女人公民權，在女性主義運動中掀起兩極化的爭論，且被同為進步勢力的自由主義陣營大為抨擊。
1991年，安妮塔·希爾 （页面存档备份，存于）(Anita Hill)控訴美國大法官克提名人拉倫斯·托馬斯（Clarence Thomas）性騷擾案，雷貝嘉·沃克 （页面存档备份，存于）（Rebecca Walker）在該案聽證會結束後寫下成為Becoming the Third Wave，昭示第三波女性主義的到來, 但女性主義圈內對於它的必要性、用處、主張，看法不一。常被稱為「後女性主義者」的主張則也許可被認為是女性論述，而這種論述是從世上已具有女性平權為出發產生的，而不是為了爭取它產生。
第四波女性主義始於約2012年間的女性權益崛起運動，專注於性別架構的多元交織性和網路媒介的使用。

## 各国女性主义历史

### 法国
18世纪的法国大革命强调平等，这种理念也延伸到了法国女性所面临的不平等处境。作家奥兰普·德古热在1791年将《人权与公民权宣言》改写为《妇女和女性公民权利宣言》，主张既然女性需对法律负责，就应在法律面前享有同等责任。她还将婚姻视为平等主体之间的社会契约，并批判女性依赖美貌与魅力是一种奴役形式。两年后，她被送上断头台处决。
19世纪的法国在革命后变得保守，不利于女性主义思想的发展。约瑟夫·德·迈斯特与路易·德·博纳尔德等反革命作家在其著作中强调女性传统角色，抑制了女权主张。直到19世纪中叶的1848年革命与第二共和国成立，改革才有突破。当时宣布了男性普选，人们也期待女性能因此受益。虽然空想社会主义者夏尔·傅立叶常被视为女权思想家，但其在当时影响甚微。
随着保守派路易-菲利普于1848年倒台，女性主义者再次燃起希望，正如1790年时那样。包括欧仁妮·尼布瓦耶（Eugénie Niboyet）创办的《妇女之声》（La Voix des Femmes）等报刊和组织应运而生，这也是法国第一份女性主义日报。尼布瓦耶是位新教徒，信仰圣西门主义，她吸引了许多来自该思想派系的女性加入，如女裁缝珍妮·德滦与小学教师波琳·罗兰（Pauline Roland）。她们还试图吸引乔治·桑加入，虽未成功。当时由于女性主义与社会主义存在联系，而社会主义又因革命而被严密审查，导致女性主义被视为威胁。1849年，德鲁安与罗兰因政治活动遭到逮捕、审判并入狱。随着1852年新一届保守政府上台，女性主义的进一步发展不得不等到第三共和国。
“féminisme”一词原本用以描述女性特质，“féministe”一词则由小仲马于1872年首次使用，用来形容解放女性。
法国女性主义研究小组（Groupe Français d'Études Féministes）是20世纪初期的女性知识分子组织，她们将约翰·雅各布·巴霍芬的部分著作翻译成法文，并推动家庭法改革。1905年，她们创办了《理解》（L'entente），发表女性历史相关文章，并成为知识界先锋派的中心阵地，积极倡导女性进入高等教育与男性主导的职业领域。
与此同时，女性社会主义党（Parti Socialiste Féminin）的社会主义女性主义者采纳了马克思主义版本的母权论。与法国女性主义研究小组一样，她们致力于创造一个平等新时代，而非回归史前母权社会的模式。
法国20世纪后期的女性主义主要与女性主义理论联系紧密，代表人物包括吕斯·伊里加雷、朱莉娅·克里斯蒂娃与埃莱娜·西苏。

### 德国

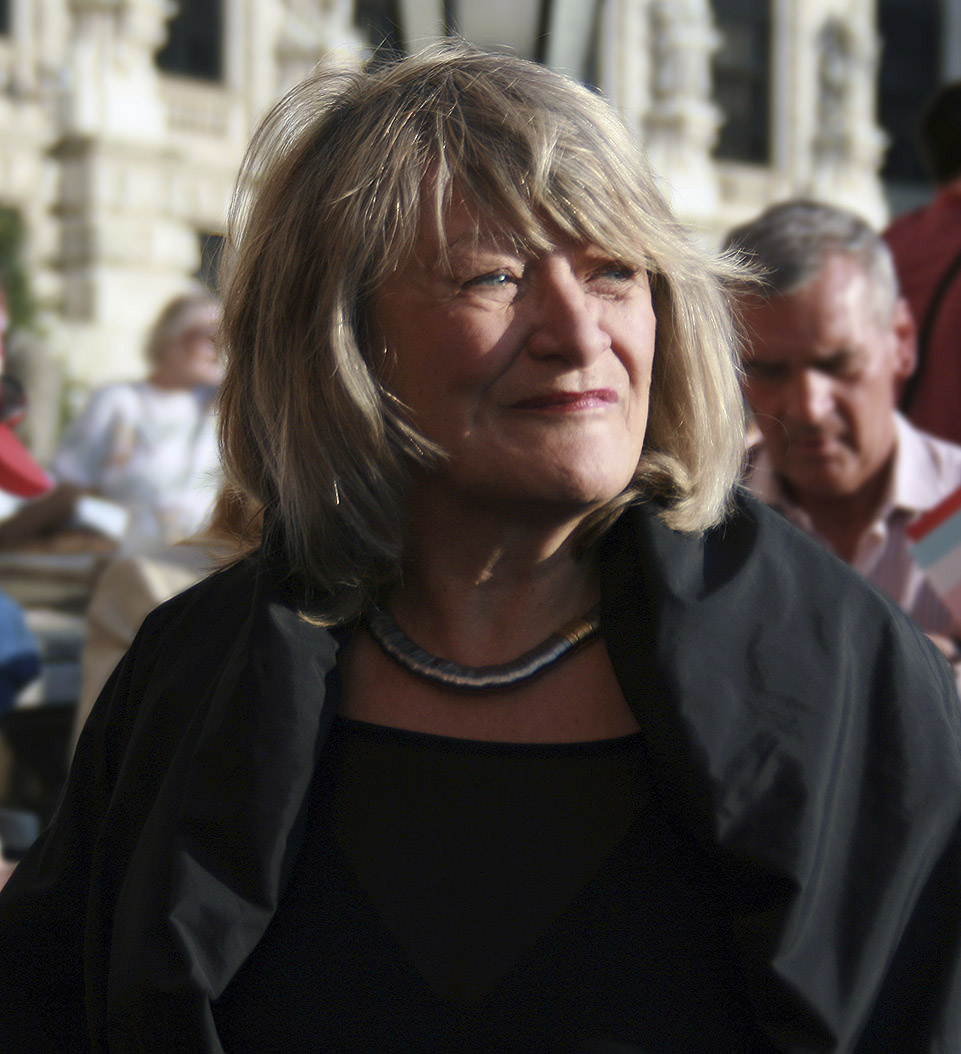
艾丽斯·施瓦策尔，摄于2009年

现代德国女性主义始于威廉时代（1888年至1918年），当时女性主义者开始向大学、政府等传统机构施压，要求为女性开放通道。作家与女性主义者路易丝·奥托-彼得斯（Louise Otto-Peters）（1819–1895）被广泛认为是德国有组织妇女运动的创始人。这一运动在1919年争取到女性选举权达到高潮。此后的女性主义浪潮继续争取女性在公共与家庭生活中的法律与社会平等。艾丽斯·施瓦策尔是当代德国最著名的女性主义者。

### 伊朗

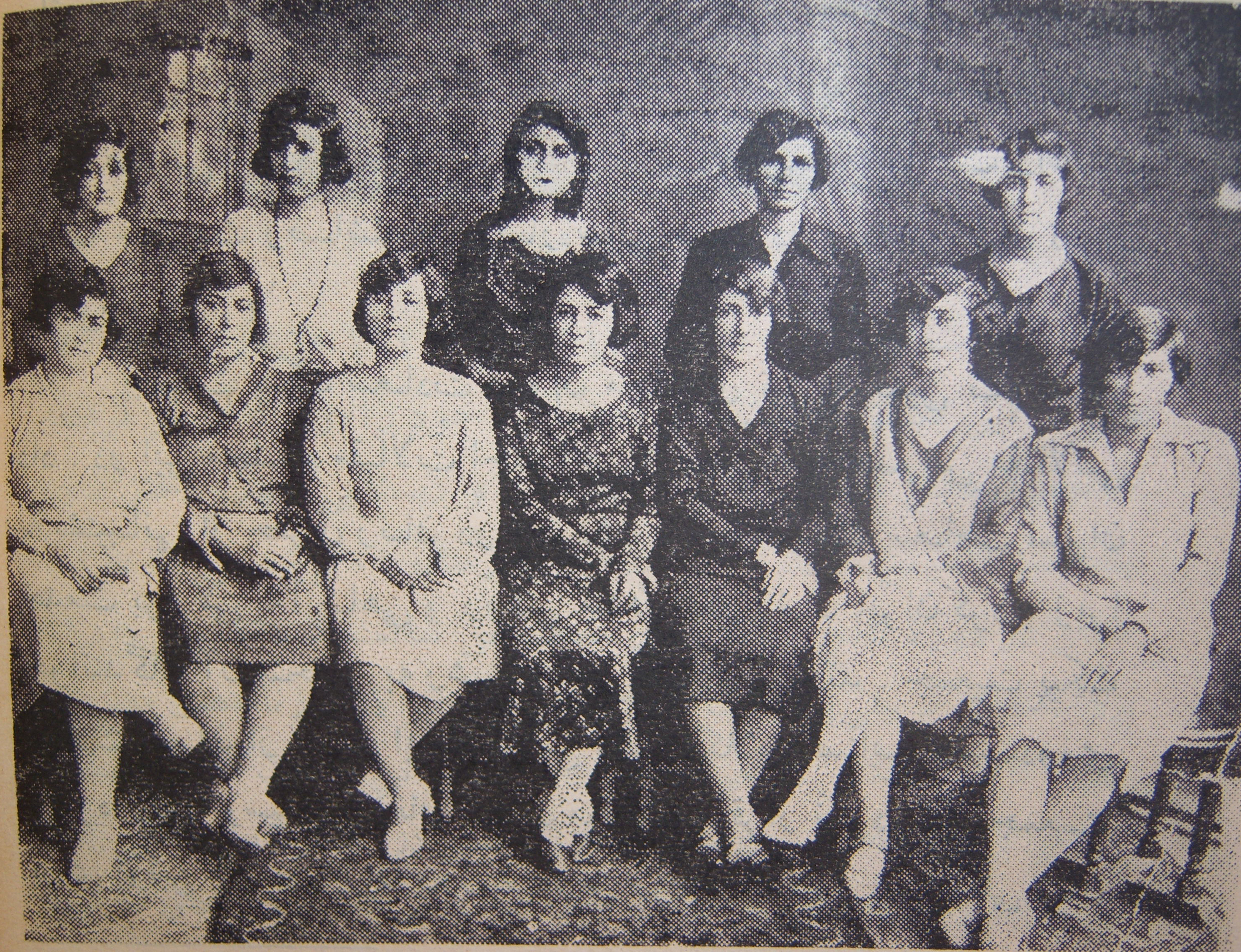
德黑兰“爱国妇女协会或爱国妇女联盟”（1923–1933年）理事会成员合影

伊朗妇女权利运动最初出现在伊朗立宪革命之后不久，即1910年第一本女性杂志问世的那一年。1979年伊朗伊斯兰革命后，女性的地位遭到严重削弱。随后，该运动在多位女性主义者的带领下重新发展。
1992年，沙赫拉·谢尔卡特创办了《女性》（Zanan）杂志，关注伊朗女性的处境，并以大胆报道改革政治、家庭暴力和性议题而挑战政治边界。这是伊斯兰革命后最重要的女性杂志之一。该杂志系统性地批评伊斯兰法律体系，主张性别平等本就符合伊斯兰教义，而传统文献被厌女主义者误读与滥用。梅赫兰吉兹·卡尔、沙赫拉·拉希吉和杂志主编沙赫拉·谢尔卡特等人引领了女性权利改革的辩论。
2006年8月27日，百万签名运动在伊朗启动，旨在通过收集一百万签名，要求废除伊朗法律中对女性的歧视条款。该运动获得了众多伊朗女性权利活动家、国际支持者与诺贝尔奖得主列表的支持。

### 埃及

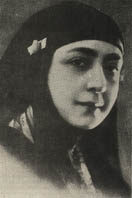
胡达·沙拉维，埃及女性主义联盟创始人

1899年，被誉为“阿拉伯女性主义之父”的卡西姆·艾敏撰写了《妇女的解放》（The Liberation of Women），主张对女性进行法律和社会改革。胡达·沙拉维于1923年创立了埃及女性主义联盟，并成为其主席，成为阿拉伯女性权利运动的象征。阿拉伯女性主义与阿拉伯民族主义密切相关。
1956年，总统贾迈勒·阿卜杜-纳赛尔政府推行“国家女性主义”，禁止基于性别的歧视并赋予女性选举权。尽管取得了这些改革，“国家女性主义”也限制了女性主义政治行动，终结了埃及的第一波女性主义运动。
在安瓦尔·萨达特总统任期内，他的妻子洁罕·萨达特公开支持扩大女性权利，尽管埃及政策与社会在伊斯兰主义运动与日益保守的氛围中逐渐疏离性别平等。不过，像加扎利·哈布等作家认为女性的完全平等是伊斯兰的一部分。 这一立场催生了一场新的女性主义运动——伊斯兰女性主义，该运动至今仍在活跃。

### 印度
在全球女性主义兴起之后，印度新一代女性主义者也随之崛起。印度女性因获得更多高等教育机会以及对生育权的掌控而拥有更大的自主权。
梅达·帕特卡尔、马杜·基什瓦尔和布林达·卡拉特是独立后印度积极推动女性权利的社会工作者与政治家。 作家如阿姆丽塔·普利坦、萨罗吉尼·萨胡以及Kusum Ansal用印度本土语言传播女性主义思想。

### 中国

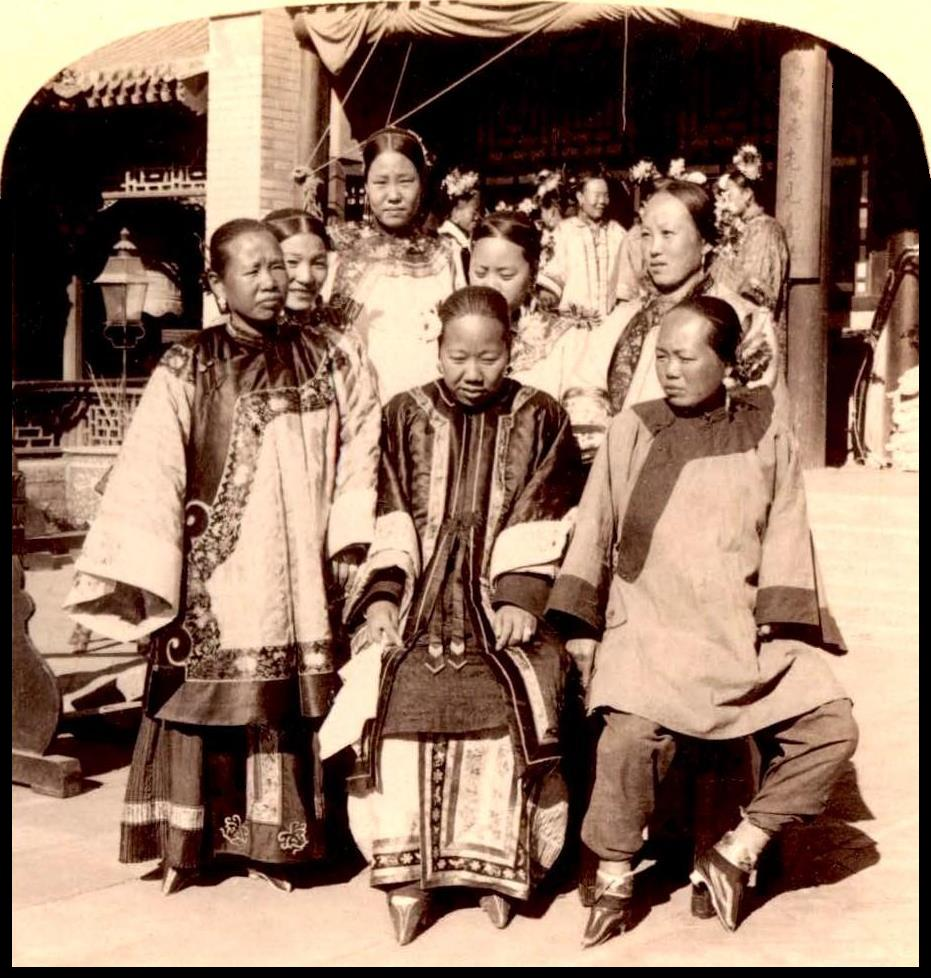
富裕阶层缠足的中国女性（北京，1900年）。缠足在19至20世纪的改革运动中成为女性受压迫的象征。

中国的女性主义始于清朝末期，当时社会开始重新评估传统与儒家价值观，如缠足与男女隔离，开始认为传统性别观念阻碍了通往现代化的进程。
在1898年百日维新期间，改革者呼吁女性教育、性别平等以及废除缠足。女性改革者成立了中国第一个女性团体“女学会”，全称“劝女学会”。
清朝灭亡后，妇女解放成为五四运动与新文化运动的重要目标。
随后，中国共产党在革命中将女性解放作为目标之一，尤其强调女性参与劳动。革命胜利后，女性大量进入劳动岗位，中国共产党宣称已经成功实现了妇女解放，此后社会对性别不平等的问题关注明显减少。
中国的第二波女性主义与第三波女性主义主要反思早期改革运动中女性角色与女性主义在不同运动中的功能。近年来，学者与活动家开始质疑性别平等是否真正实现，讨论诸如消失女人之谜等现实性别问题。

### 日本
日本的女性主义作为有组织的政治运动可追溯至20世纪初期，当时的加藤静枝（Shidzue Katō）主张将避孕纳入一系列进步主义改革中。第二次世界大战后日本战败，美国占领军颁布了日本国宪法，加藤静枝随后进入了日本国会任职。
其他人物如林芙美子与有吉佐和子则体现了日本女性主义中广泛的社会主义思想传统，强调实现广泛社会目标，而非单纯颂扬某些杰出女性的个人成就。

### 挪威

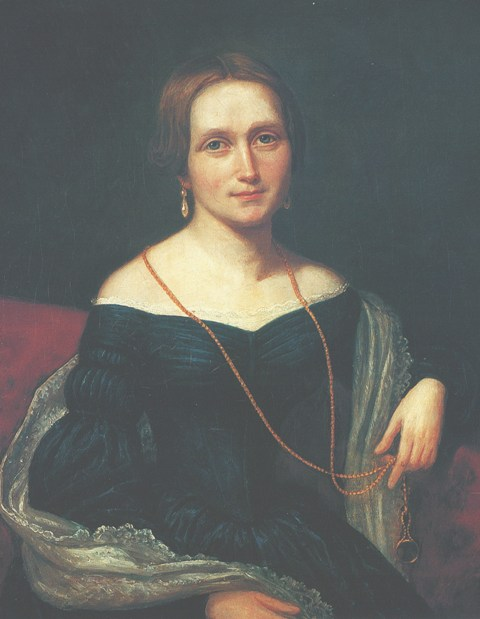
卡米拉·科莱特

挪威女性主义的政治起源可追溯至女性参政权。卡米拉·科莱特（Camilla Collett）（1813–1895）被广泛认为是挪威第一位女性主义者。她出身文学世家，著有小说及多篇文章，关注女性所面临的困境，特别是包办婚姻。阿马莉·斯克拉姆（（1846–1905）作为自然主义作家，也成为当时女性声音的代表。
挪威妇女权利协会于1884年由吉娜·克罗格（Gina Krog）与哈格巴特·伯纳创立，组织关注女性的教育权、经济自主权，最重要的是普选权。1913年6月11日，挪威议会正式通过女性选举权法案。挪威成为继芬兰之后欧洲第二个实现女性全面选举权的国家。

### 波兰

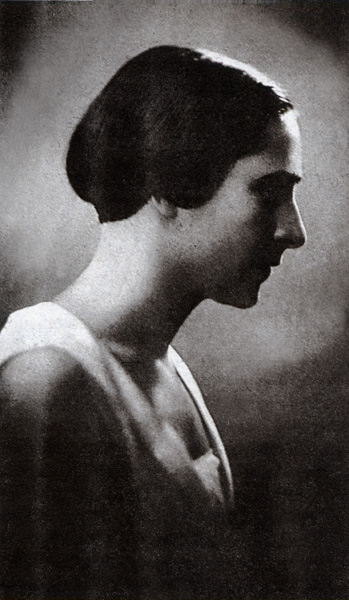
伊蕾娜·克日维茨卡

波兰（1918年波兰国家独立日）及其领土上的女性主义发展，传统上被划分为七个连续的“浪潮”。
20世纪20年代，波兰兴起了激进女性主义，其主要代表为伊蕾娜·克日维茨卡与玛丽亚·莫罗佐维奇-什切普科夫斯卡。她们主张女性在个人、社会和法律层面上独立于男性。克日维茨卡与塔德乌什·热伦斯基共同倡导计划生育、性教育、离婚与堕胎权以及两性平等。克日维茨卡曾在《Wiadomości Literackie》上发表系列文章，批评罗马天主教会干涉波兰人的私密生活。
第二次世界大战后，波兰于1948年建立共产主义政权，在家庭与职场层面上大力推进女性解放政策。然而，在共产主义统治（至1989年）期间，女性主义，尤其是第二波女性主义，几乎未曾出现。尽管1950年代以后有一些女性主义文本出版，但这些大多由共产党政权控制与主导。
共产主义垮台后，由天主教政党主导的波兰政府引入事实上的堕胎合法化|堕胎禁令。自此以来，部分女性主义者借鉴了1980年代美国支持堕胎权运动的论辩策略。

## 近期動態
與男人相比，世界上許多地區的女人依舊面臨很多問題：在政治上掌握較少的權力，而且常受到社會上密集的壓力、要求他們符合傳統的性別角色。女性主義者還在為這些問題而努力。目前評價最高的努力方向在於生育權，和鼓勵女人參與政治、不論是作為候選人還是選民。在某些方面，女性主義者也往立法努力，例如，保障平等地位的離婚法，保護女人不受強姦與性騷擾的法案。
在阿拉伯和伊斯蘭世界，女性主義運動面臨非常不同的挑戰。例如，在摩洛哥和伊朗，女性主義者的目標是規範個人身分的伊斯蘭法律。根據伊斯蘭法律，婦女再婚便可能失去小孩的監護權，離婚只能由男性提出，在一些國家一夫多妻依舊是合法的。雖然並不直接挑戰伊斯蘭法律，這些在不同伊斯蘭國家的男男女女企圖對宗教文書提供些現代而且女性主義的新解讀。埃及的女性主義婦科醫學家 Nawal al-Sa'dawi 提出的主要批判是依舊盛行的女性性器割除風俗。其他非洲國家的女性主義團體也反對這項風俗。
20世紀後期，女性主義者所面臨的一個問題是種來自內部，對於印象中狂熱女性主義者的強烈反感。這個反動可能是因為一些女性主義者與他們所引導的運動太過顯目(基進、偏激)，並且被以偏概全地認為那就是女性主義運動的全部。許多人因此而對認同自己是個女性主義者這件事情，變得非常卻步。在西方世界之外，女性主義常常被跟西方殖民主義和西方文化影響連結在一起，也因此經常被視為不正當的。女性主義團體因此也常常喜歡自稱為「婦女團體」而避免把自己称為女性主義者。

## 歷史上有名的女性主義者
較完整的名單，請參見 著名女性主義者列表
- 艾碧該·亞當斯（Abigail Adams）
- 玛丽·沃斯通克拉夫特 (Mary Wollstonecraft)
- 伊麗莎白·凱迪·斯坦頓（Elizabeth Cady Stanton）
- 蘇珊·安東尼(Susan Anthony)
- 海麗特·塔布曼(Harriet Tubman)
- 秋瑾
- 維吉尼亞·伍爾芙(Virginia Woolf)
- 何殷震
- 艾麗斯·保羅(Alice Paul)
- 西蒙·波娃(Simone de Beauvoir)
- 法蒂瑪·莫妮茜 (Fatema Mernissi)
- 格洛麗亞·E·安札杜爾（Gloria E. Anzaldúa）

## 延伸阅读
一般
- The Enlightenment: A Brief History With Documents, Margaret C. Jacob, Bedford/St. Martin's, 2001, ISBN 0312179979.
- Feminism and History (Oxford Readings in Feminism), Joan Wallach Scott, Oxford University Press, 1996, ISBN 0198751699.
- Global Feminisms: A Survey of Issues and Controversies (Rewriting Histories), Bonnie G. Smith, Routledge, 2000, ISBN 0415184908
- A History of Their Own: Women in Europe from Prehistory to the Present, Bonnie S. Anderson, Judith P. Zinsser, Oxford University Press, 1999 (revised edition), ISBN 0195128397.
- No Turning Back: The History of Feminism and the Future of Women, Estelle Freedman, Ballantine Books, 2002, ISBN B0001FZGQC.

英國
- Melanie Phillips; The Ascent of Woman - A History of the Suffragette Movement and the ideas behind it, Time Warner Book Group London, 2003, ISBN 0-349-11660-1
- Martin Pugh, Women and the women's movement in Britain, 1914 -1999 , Basingstoke [etc.]: St. Martin's Press, 2000.

義大利
- Lucia Chiavola Birnbaum, liberazione della donna. feminism in italy, Wesleyan University Press, 1986.

日本
- Vera MacKie, Feminism in Modern Japan: Citizenship, Embodiment and Sexuality, Paperback Edition, Cambridge University Press, 2003, ISBN 0521527198.

拉丁美洲
- Nancy Sternbach, Feminism in Latin America : from Bogota to San Bernardo in: SIGNS, Winter 1992, pp. 393-434.

美國
- Susan Brownmiller, In Our Time: Memoir of a Revolution, Dial Books, 1999.
- Ellen Messer-Davidow: Disciplining feminism: from social activism to academic discourse, Durham, NC [etc.]: Duke University Press, 2002.
- Public Women, Public Words: A Documentary History of American Feminism, ed. by Dawn Keetley, 3 vls.: 
  - Vol. 1: Beginnings to 1900, Madison, Wis. : Madison House, 1997
  - Vol. 2: 1900 to 1960,  Lanham, Md. [etc.] : Rowman & Littlefield, 2002.
  - Vol. 3: 1960 to the present , Lanham, Md. [etc.] : Rowman & Littlefield, 2002.
- Alice Echols, Daring to Be Bad: Radical Feminism in America, 1967-1975, University of Minnesota Press, 1990.
- Eleanor Flexner, Century of Struggle: The Woman's Rights Movement in the United States, Paperback Edition, Belknap Press, 1996.
- Elizabeth Fox-Genovese, "Feminism Is Not the Story of My Life": How Today's Feminist Elite Has Lost Touch With the Real Concerns of Women, Doubleday, 1996.
- Benita Roth, Separate Roads to Feminism: Black, Chicana, and White Feminist Movements in America's Second Wave, Cambridge: Cambridge University Press, 2004.

## 外部連結
- Timeline of feminist history